# Hovedøya

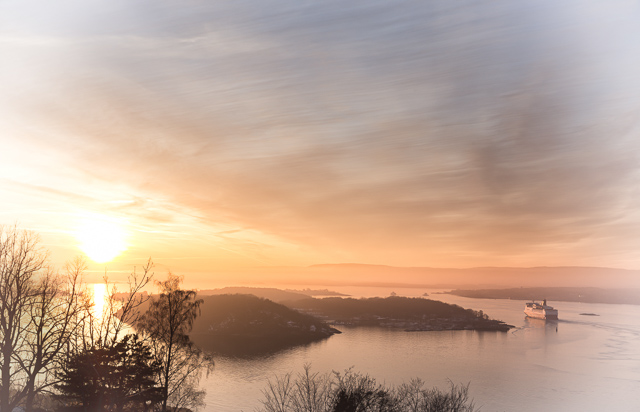
Hovedøya sett från fastlandet i Oslo

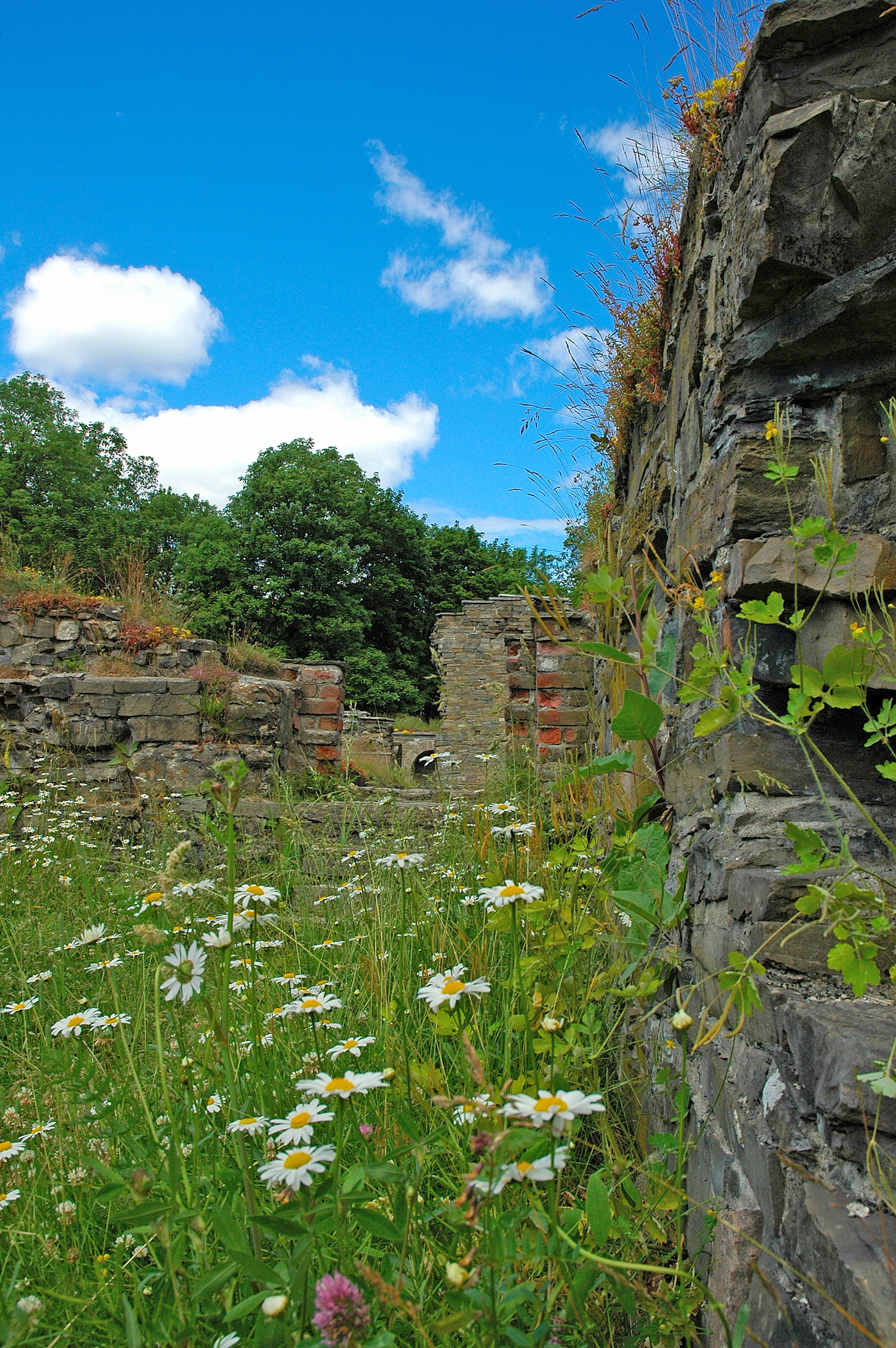
Klosterruinen

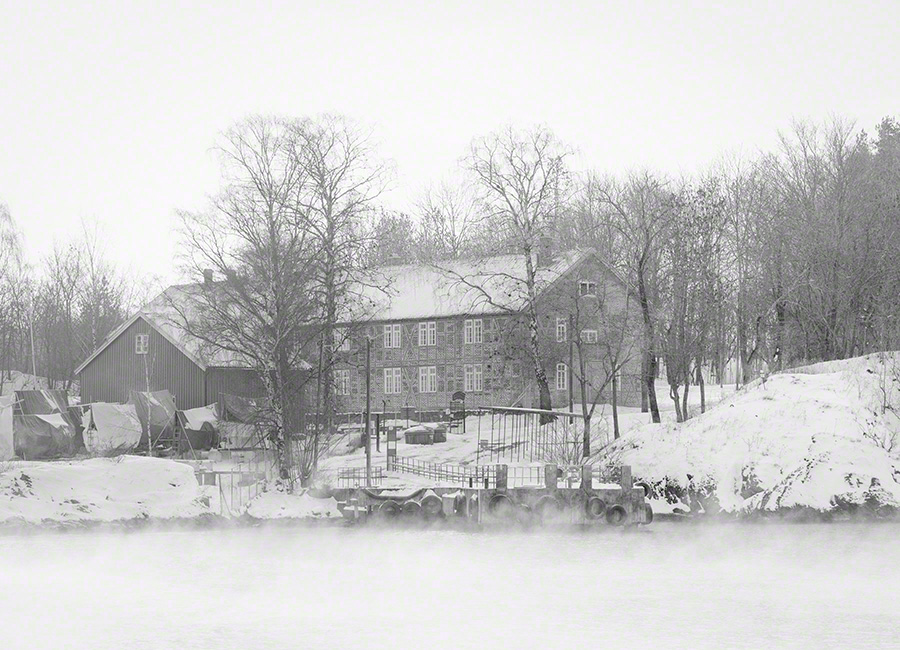
Lavetthuset på Hovedøya

Hovedøya eller Hovedøen är en ö i Oslofjorden, Norge. Administrativt tillhör Hovedøya sedan 1949 Oslo kommun. Ön är knappt en halv kvadratkilometer till ytan (46,9 ha). Växtligheten på ön är fridlyst. På ön finns ruinerna av Hovedøya kloster som grundlades 1147 av engelska cisterciensermunkar. 1532 plundrades klostret och brändes ner av hövitsmannen på Akershus, Mogens Gyldenstjerne.